# 英皇文化產業
英皇文化產業集團有限公司 （英語：（港交所：0491）是一家在香港交易所上市的娛樂事業公司。主要從事電影製作、電影發行、電視劇製作、電視劇發行和藝人管理，并且和不同地域的投資者、資深製作人、國際知名導演和演員合作聯合打造具有亞洲特色的電影和電視劇。前身為「漢傳媒集團有限公司」。

## 歷史
2005年，瑞力控股在負債持續高企的情況下收購銀河衛視控股有限公司（大台網有限公司前身）49%股權。2005年9月1日，瑞力控股改稱漢傳媒集團；並透過將多個前東方魅力旗下從事藝員經理人、電影、電視節目及唱片製作等業務的分支機構注入漢傳媒集團，發展有關業務。而現時漢傳媒集團旗下藝人幾乎都來自前東方魅力。
漢傳媒於2014年10月22日獲藝人謝霆鋒入主。謝霆鋒以每股0.35港元買入3.5億股，每股作價較當日收市價0.38港元折讓7.89%，涉資1.23億港元，將持漢傳媒集團23.42%股權，成為漢傳媒集團大股東。
2016年12月，英皇集團董事局主席楊受成以個人名義入主漢傳媒集團，持有34%股權取代謝霆鋒成為最大單一股東。而謝霆鋒則繼續持有10％的股權。

## 旗下藝人
| 男     | 男     | 男     | 男     |
| ------ | ------ | ------ | ------ |
| 張嘉倫 | 陳寶轅 | 盧慶輝 | 彭健新 |
| 女     |        |        |        |
| 周汶錡 | 谷祖琳 | 孟瑤   | 劉洋   |
| 文頌嫻 | 梁敏儀 | 趙彤   | 林秀怡 |

### 澳滌娛樂（前名：Starj & Snazz娛樂）
| 男     | 男               | 男     | 男                            |
| ------ | ---------------- | ------ | ----------------------------- |
| 王顯聰 | 王顯聰           | 區俊濤 | 馮家俊 （页面存档备份，存于） |
| 女     |                  |        |                               |
| 丁可欣 | 裕美             | 陳穎妍 | 梁雪湄                        |
| 伍家怡 | 劉杭麗（Yellow） | 趙彤   | 葉賀芝                        |
| 馬曼莉 | 黃詠彤           | 狄海欣 | 賈曉晨                        |

### 過往藝人
- 張智霖
- 張衛健
- 鄧健泓
- 唐寧
- 高皓正
- EO2
- 吳國敬
- 陳俊彥
- 莫俊堯
- 葉文輝
- 狄易達
- 楊樂文
- 江宏基
- 梁浩賢

女藝員
- 駱樂
- 莊思敏
- 黃泆潼
- 甄雪怡
- 劉家慧
- 張苡藢
- 馮雯熙
- 凌千蒽
- 鄧穎芝
- 何卓瑩
- 范萱蔚
- 黃子菲
- 李思蓓
- 蔣欣妍
- 黃麗虹
- 楊焉／楊梓瑤
- 蔚雨芯
- 丁可欣

## 附屬公司
- 無綫收費電視
  - 由電視廣播有限公司和漢傳媒合資成立，为香港其中一间最受歡迎收費電視供應商，為每個家庭提供電視節目。
- Starj & Snazz娛樂
  - 由陳百祥和漢傳媒合資成立，前身為一席好漢娛樂集團有限公司和潮藝娛樂集團有限公司，由于和陳百祥旗下東美廣告娛樂製作有限公司合併，故易名為Starj & Snazz娛樂集團有限公司，也是漢傳媒旗下娛樂潮流品牌。因經營不善，現已轉手其他公司合併，名為澳滌娛樂。
- Look Models
  - Look Models在香港的分公司，由漢傳媒取得香港代理權，主力為亞洲大中華地區市場。
- 創星經理人公司
  - 漢傳媒旗下全資附屬公司之一，是一間演藝娛樂經理人公司，主力發展年輕人市場。
- 劇王朝
  - 由王晶和漢傳媒合資成立，姐妹公司為影王朝，主要從事電視劇製作和電視劇發行，并和其他內地公司合作拍劇。
- 影王朝
  - 由王晶和漢傳媒合資在2003年5月成立，姐妹公司為劇王朝，主要從事電影製作和電影發行。

## 外部連結
- empculture.com